# Jordan Alexandra
Jordan Alexandra (* London) ist eine britische Schauspielerin.

## Leben und Karriere
Jordan Alexandra ist mütterlicherseits jamaikanischer und barbadischer Abstammung. Als sie 11 Jahre alt war, zog sie mit ihrer Familie für zwei Jahre nach Brasilien. Sie studierte an der Identity School of Acting.
Ihr Debüt gab sie 2020 in jeweils einer Episode der Fernsehserien Brave New World und Bridgerton. Anschließend war sie 2021 in dem Film Yes, Chef! zu sehen. 2022 trat Alexandra in Doctor Strange in the Multiverse of Madness auf. Im selben spielte sie in A Tree Fell Today mit.
Unter anderem bekam sie 2023 in dem Film Black Bits eine Hauptrolle. Außerdem wurde sie für die Serie The Winter King gecastet. 2024 setzte Alexandra ihre Karriere in 3 Body Problem fort.

## Filmografie
Filme
- 2021: Yes, Chef! (Boiling Point)
- 2022: Doctor Strange in the Multiverse of Madness
- 2022: A Tree Fell Today
- 2023: Black Bits
- 2023: Surprised by Oxford
- 2023: The Shift

Serien
- 2020: Brave New World
- 2020: Bridgerton
- 2021: Grantchester
- 2022: Mammals
- 2023: The Winter King
- 2024: 3 Body Problem